# Apolochus staudei
Apolochus staudei är en kräftdjursart som beskrevs av P. M. Hoover och Edward Lloyd Bousfield 200. Apolochus staudei ingår i släktet Apolochus och familjen Amphilochidae. Inga underarter finns listade i Catalogue of Life.